# Petar Nikezić
Petar Nikezić (srbskou cyrilicí Петар Никезић; 3. dubna 1950, Zmajevo - 19. července 2014, Novi Sad) byl jugoslávský fotbalista srbské národnosti, útočník. 

## Fotbalová kariéra
Hrál za týmy FK Vojvodina Novi Sad, Tulsa Roughnecks, SK VÖEST Linz, NK Osijek a HNK Šibenik. Ve Veletržním poháru nastoupil v 6 utkáních a dal 1 gól a v Poháru UEFA nastoupil ve 2 utkáních. Za reprezentaci Jugoslávie nastoupil v letech 1971-1973 ve 3 utkáních. 

## Ligová bilance
| Ročník                                   | Zápasy | Góly | Klub                  |
| ---------------------------------------- | ------ | ---- | --------------------- |
| Jugoslávská Prva liga 1967/1968          | 14     | 5    | FK Vojvodina Novi Sad |
| Jugoslávská Prva liga 1968/1969          | 30     | 7    | FK Vojvodina Novi Sad |
| Jugoslávská Prva liga 1969/1970          | 30     | 8    | FK Vojvodina Novi Sad |
| Jugoslávská Prva liga 1970/1971          | 29     | 14   | FK Vojvodina Novi Sad |
| Jugoslávská Prva liga 1971/1972          | 34     | 15   | FK Vojvodina Novi Sad |
| Jugoslávská Prva liga 1972/1973          | 29     | 10   | FK Vojvodina Novi Sad |
| Jugoslávská Prva liga 1973/1974          | 30     | 8    | FK Vojvodina Novi Sad |
| Jugoslávská Prva liga 1974/1975          | 18     | 6    | FK Vojvodina Novi Sad |
| Jugoslávská Prva liga 1975/1976          | 4      | 0    | FK Vojvodina Novi Sad |
| Jugoslávská Prva liga 1976/1977          | 21     | 7    | FK Vojvodina Novi Sad |
| Jugoslávská Prva liga 1977/1978          | 24     | 11   | FK Vojvodina Novi Sad |
| North American Soccer League 1978        | 2      | 0    | Tulsa Roughnecks      |
| Rakouská fotbalová Bundesliga 1978/1979  | 16     | 1    | SK VÖEST Linz         |
| Jugoslávská Prva liga 1978/1979          | 14     | 6    | FK Vojvodina Novi Sad |
| Jugoslávská Prva liga 1979/1980          | 12     | 3    | FK Vojvodina Novi Sad |
| Druga savezna liga Jugoslavije 1980/1981 | 17     | 9    | NK Osijek             |
| Jugoslávská Prva liga 1981/1982          | 12     | 2    | NK Osijek             |
| Druga savezna liga Jugoslavije 1983/1984 | 6      | 2    | HNK Šibenik           |
| CELKEM 1. jugoslávská liga               | 301    | 102  |                       |
| CELKEM Rakouská fotbalová Bundesliga     | 16     | 1    |                       |
| CELKEM North American Soccer League      | 2      | 0    |                       |